# Bettina Heinen-Ayech

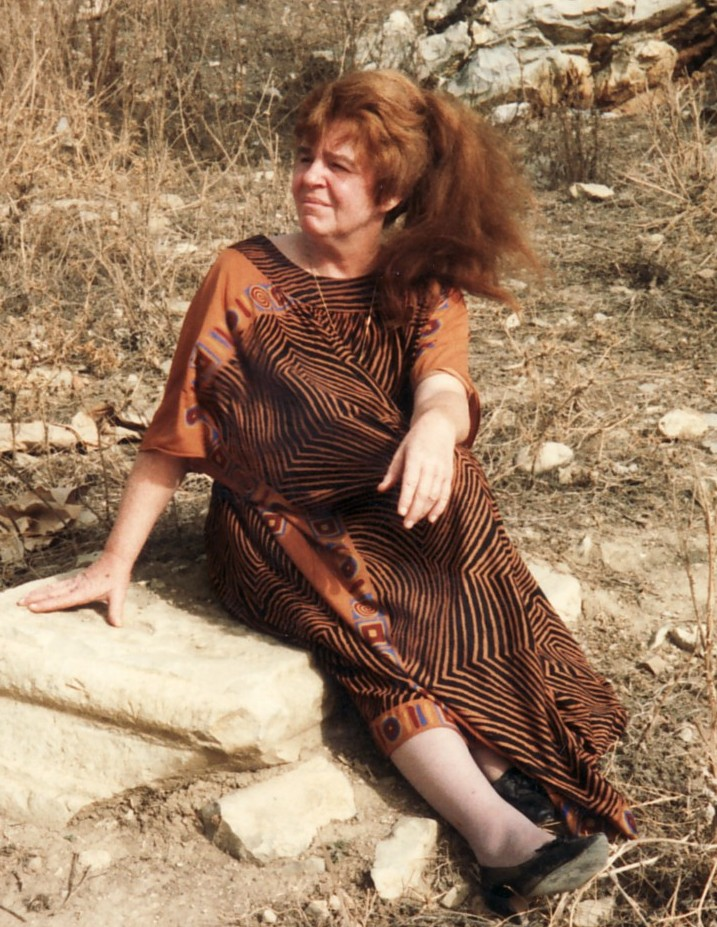
Bettina Heinen-Ayech (1989)

Bettina Heinen-Ayech  (* 3. September 1937 in Solingen; † 7. Juni 2020 in München) war eine deutsche Malerin. Bekannt wurde sie durch ihre farbigen Landschaftsansichten von Algerien.

## Biographie
Bettina Heinen war die Tochter des aus Bauchem gebürtigem Journalisten Johann Jakob Josef „Hanns“ Heinen (1895–1961), langjähriger Chefredakteur des Solinger Tageblatts und der Branchenzeitung Eberswalder Offertenblatt, der sich auch als Lyriker und Dramatiker betätigte. Ihre Mutter Erna, geborene Steinhoff (1898–1969), wurde in Düsseldorf geboren und entstammte aus einer westfälischen Familie mit Sitz auf dem Rittergut Haus Ahse bei Soest. Bettina Heinen hatte drei Geschwister, zwei Brüder und eine Schwester; die Kinder wuchsen in einem von Kunst und Offenheit geprägten Elternhaus in Solingen auf. Die Familie lebte in einem alten Fachwerkhaus im Ortsteil Höhscheid, ehemaliges Steigerhaus eines dortigen Bleibergwerks, das Heinen bei den Aufenthalten in ihrer Heimatstadt bis im hohen Alter weiterhin bewohnte.
Während des Zweiten Weltkriegs lebte Bettina Heinen ab 1942 mit ihrer Mutter und ihrer Schwester in Kreuzthal-Eisenbach bei Isny im Allgäu, später stieß der Maler und Freund der Familie, Erwin Bowien (1899–1972), dazu, der 1942 nach zehnjährigem Aufenthalt in den Niederlanden nach Deutschland zurückgekehrt war und sich auf ständiger Flucht vor den NS-Behörden befand. Der Vater Hanns Heinen folgte 1944, nachdem er einen Artikel über die wirkliche Lage Deutschlands veröffentlicht hatte. Gegen ihn und Bowien trafen in Kreuzthal Haftbefehle ein, die „das Postfräulein zerriss“, wie Heinen später angab.
Von 1948 bis 1954 besuchte die junge Bettina Heinen das Solinger August-Dicke-Mädchengymnasium, wo eine Lehrerin ihr Talent erkannte und förderte. Eine erste künstlerische Ausbildung erhielt sie durch Bowien, der 1945 zur Familie Heinen – ins sogenannte „Schwarze Haus“ zog und der bis zu seinem Tod ihr Mentor blieb. Ab 1954 besuchte sie die Kölner Werkschulen und dort die Klasse für monumentale Wandmalerei von Otto Gerster, dabei wurden ihr drei Vorklassen erlassen. 1955 wurden erstmals Werke von Bettina Heinen – 20 Aquarelle und Zeichnungen – im Kursaal von Bad Homburg ausgestellt. Bilder der damals 18-jährigen Bettina Heinen wurden von der Frankfurter Galeristin Hanna Bekker vom Rath in die Gruppenausstellung Deutsche Kunst der Gegenwart (1955/56) aufgenommen, in der diese neben Kunstwerken von Karl Schmidt-Rottluff, Paul Klee, Max Beckmann, Max Ernst, Ernst Ludwig Kirchner und Käthe Kollwitz auf einer Tournee durch Südamerika, Afrika und Asien gezeigt wurden. Schmidt-Rottluff riet ihr: „Bettina, bleib Dir treu!“
Anschließend folgten ein Studium bei Hermann Kaspar an der Kunstakademie München sowie Reisen ins Tessin. Ab 1958 studierte Bettina Heinen an der Königlich Dänischen Kunstakademie in Kopenhagen und machte die erste von mehreren Reisen nach Norwegen, wo sie am Fuß der Sieben Schwestern eine Hütte erwarb. 1959 und 1962 erhielt Bettina Heinen Stipendien des Kultusministeriums von Nordrhein-Westfalen. Es folgten Malaufenthalte auf Sylt, im Tessin und Norwegen sowie in Paris. 1962 machte Bettina Heinen ihre erste Nordafrika-Reise, als sie vom Deutschen Kulturinstitut nach Kairo eingeladen wurde.
In Paris lernte Heinen 1960 im Jardin du Luxembourg ihren späteren Ehemann, den Algerier Abdelhamid Ayech (1926–2010), kennen, als sie dort gemeinsam mit Bowien malte. Zwei Jahre nach der Geburt von Tochter Diana im Jahre 1961 zog die Familie nach Guelma, dem Heimatort von Ayech in Algerien, das inzwischen von Frankreich unabhängig geworden war; 1969 wurde der Sohn Haroun geboren. In den folgenden Jahrzehnten pendelte Bettina Heinen-Ayech zwischen Solingen und Algerien, wo sie auf der Suche nach Motiven in ihrem Auto, „einem Vehikel, das einst als R4 geboren wurde“, zu einer bekannten Erscheinung wurde, „im Mundwinkel die unvermeidliche Zigarettenspitze“. Ihre Liebe zu Algerien beruhe auch auf der Liebe zu ihrem Mann Hamid, einem „freien und mutigen Mann“, so Bettina Heinen-Ayech.
1968 wurden erste Werke von Bettina Heinen-Ayech vom Nationalmuseum in Algier (Musée National des beaux-arts d’Alger) angekauft, und 1976 wurde sie mit dem Grand Prix de la ville d’Alger ausgezeichnet. Im selben Jahr wurde sie Vorsitzende des Freundeskreises Erwin Bowien (Bowien war 1972 verstorben). 1992 wurde im Musée National des beaux-arts d’Alger eine Retrospektive mit 120 ihrer Bilder ausgestellt. 1993 erhielt sie den Kulturpreis der Solinger Bürgerstiftung Baden. 2004 wurde in Algier eine zweite große Retrospektive ihrer Werke gezeigt, die Ausstellung stand unter der Schirmherrschaft der damaligen algerischen Kultusministerin Khalida Toumi; 2006 wurde sie erneut von der algerischen Regierung geehrt. Im selben Jahr wurde während ihrer Abwesenheit in ihr Haus in Solingen eingebrochen, es wurden gezielt sechs Gemälde von Erwin Bowien gestohlen.
Bis 2018 wurden Heinen-Ayechs Bilder in über 100 Einzel- und zahlreichen Gruppenausstellungen in Europa, Amerika und in Afrika gezeigt. Ihr Vorname „Bettina“ etablierte sich als ihr Künstlername, auch in der arabischen Schreibweise بتينا. Bettina Heinen-Ayechs Leben und Werk wurde in Büchern und Filmen dargestellt. 2012 kehrte sie erstmals nach dem Krieg nach Kreuzthal im Allgäu zurück und wurde dabei von einem Fernsehteam des Bayerischen Rundfunks begleitet.
Bettina Heinen-Ayech starb am 7. Juni 2020 im Alter von 82 Jahren in München.

## Werk

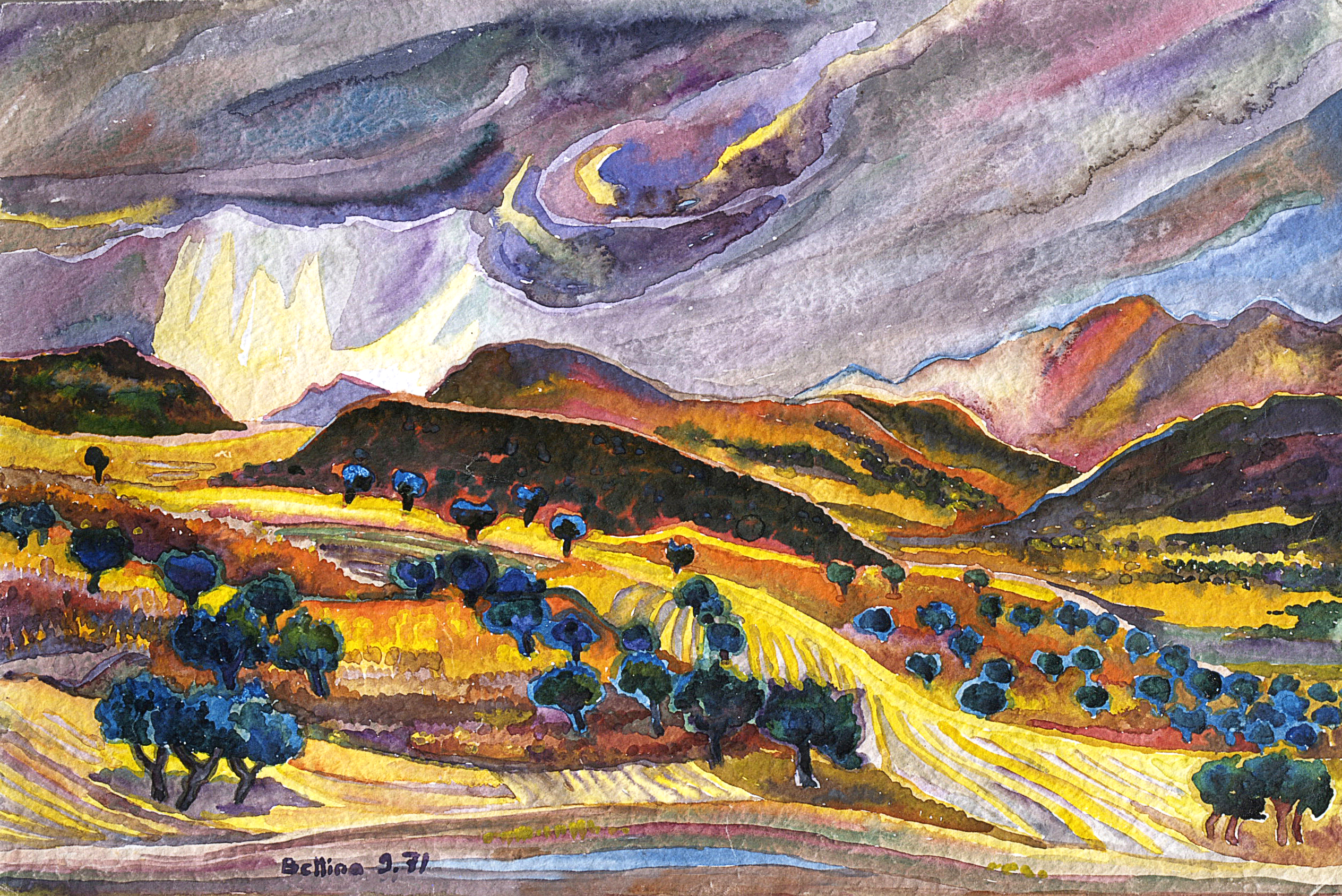
Sommergewitter in Algerien (1971)

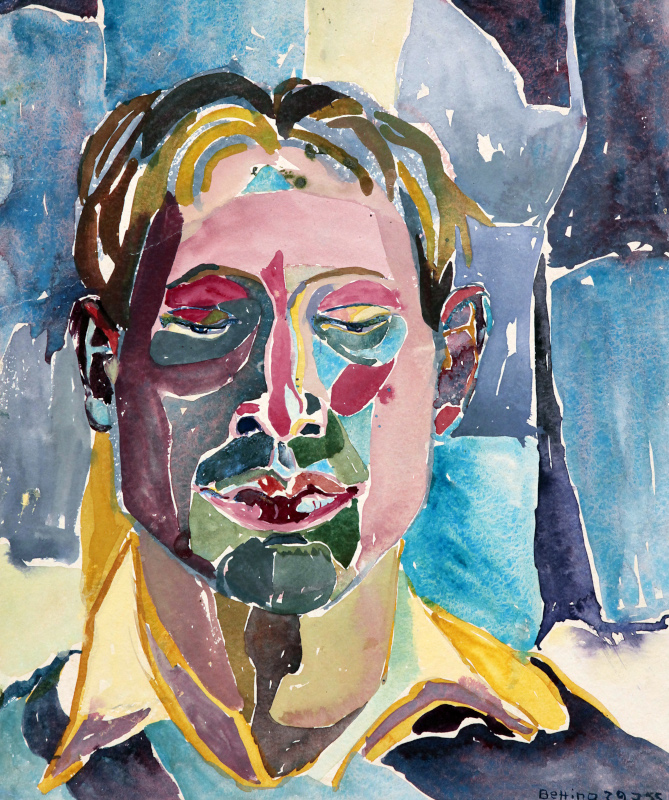
Portrait von Amud Uwe Millies, 1955, Aquarell auf Papier

Bettina Heinen-Ayech lernte im Rahmen ihrer Ausbildung alle Techniken, legt aber ihren Schwerpunkt auf die Aquarellmalerei. Als Freiluftmalerin schuf sie zahlreiche Landschaftsbilder, seltener Porträts. Durch ihre Aufenthalte in Algerien entwickelte sie eine eigene Technik: Wegen der trockenen Luft in Guelma würden die Wasserfarben dort nicht wie in Europa ineinander zerfließen, sondern schnell trocknen. Daraus habe sie eine eigene Vorgehensweise entwickelt: „Ich füge die kräftigen Farben wie ein Mosaik Farbstrich neben Farbstrich zusammen“, so Heinen-Ayech. Die intensiven Farben ergäben in ihrer Kombination ein anschauliches Bild der Landschaften und des Lichtes in Algerien. In den Jahren des Terrorismus in den 1990er bis in die 2000er Jahre hinein habe sie in Algerien nur Porträts, Stillleben und nach Blicken aus dem Fenster malen können, weil sie nicht umherreisen konnte.
In Algerien habe sich jedoch nicht nur ihre Technik, sondern auch ihre Persönlichkeit verändert, so Bettina Heinen-Ayech. Sie habe sich von ihren „europäischen Vorurteilen“ entfernt und der schönen Natur in Guelma „zugehört“: „Der südliche Berg, der Mahouna, seine Felder, fesseln und fesseln alle meine Sinne und bewahren meine Fantasien. Ich male diese Region im Frühling, während das Grün der mit roten Punkten besetzten Felder – Mohnblumen – in all seinen Tönen leuchtet, weit weg vom dichten Grün Europas, im Sommer, wenn seine blauen und violetten Gipfel über das wundersame Gold seiner Weizenflächen steigen; im Winter, wenn das Rot der Erde eine unglaubliche Kraft hat, die so schwer darzustellen ist!“
Schon 1967 schrieb der Journalist Max Metzker in den Düsseldorfer Nachrichten über Bettina Heinen-Ayech: „Sie vermag eine Landschaft auch dem zu erschließen, der sie nicht kennt. Die Portraits sind nicht nur Abbilder von Menschen, sondern zugleich auch in die Tiefe lotenden Seelenschilderung.“

## Diverses
Zu Anfang der 2020er Jahre machte der Heinrich Bauer Verlag, der unter anderem Zeitschriften mit dem Namensbezug Tina herausgibt, Bettina Heinen-Ayech das Recht an der Eintragung beim Deutschen Patent- und Markenamt ihres Künstlernahmen „Bettina“ als Wort-Bild-Marke streitig. Als der Verlag kein Recht vor dem Deutschen Patent- und Markenamt erhielt, beschritt er den Rechtsweg. Nachdem die Richter im Vorfeld zu erkennen gegeben hatten, dass sie die Sichtweise des Verlags nicht teilten, zog dieser im August 2024 seinen Widerspruch gegen die Wort-Bild-Marke „Bettina“ der Malerin zurück.

## Ausstellungen (Auswahl)
- 1955 Kursaal von Bad Homburg
- 1957 Nordfriesland Museum. Nissenhaus Husum; Kopenhagen, Deutscher Club.
- 1958 Welfenschloss Münden
- 1961 Bern, Galerie Schneider.
- 1962 Kairo, Deutsches Kulturinstitut.
- 1963 Solingen, Deutsches Klingenmuseum
- 1966 Düsseldorf, Internationales Bildungswerk Die Brücke
- 1970 Tunis, Ausstellung im Salon des Arts
- 1972 Hamburg, Galerie für zeitgenössische Kunst
- 1973 Springe, Museum auf dem Burghof; Rabat, Goethe-Institut; Casablanca, Goethe-Institut
- 1976 Gladbeck, Museum Schloss Wittringen
- 1980 Remscheid, Städtisches Museum, Heimatmuseum Hasten
- 1984 Damaskus, Goethe-Institut. Das Nationalmuseum Damaskus tätigt Ankäufe; Aleppo, Musée National
- 1986 El Oued, Maison de la Culture
- 1990 Würzburg, Otto-Richter-Halle, Freunde Mainfränkischer Kunst und Geschichte e. V.; Paris, Centre Culturel Algérien.
- 1992 Arundel, Little Gallery
- 1993 Algier, Große Retrospektive mit über 120 Bildern im Musée National des Beaux Arts d’Alger. Das Museum tätigt Ankäufe.
- 1998 Solingen, August-Dicke-Gymnasium, zu seinem 125-jährigen Bestehen.
- 2000 Solingen, Kunstmuseum Baden; Paris, Rathaus
- 2002 Algier, Deutsch-Algerische Gesellschaft
- 2003 Aachen, Centre Culturel Français im Rahmen des algerischen Kulturjahres in Frankreich
- 2004 Algier, zweite große Retrospektive von 100 Bildern im Nationalmuseum von Algier unter der Schirmherrschaft der Kultusministerin Khalida Toumi
- 2008 Angers, Schloss Angers
- 2017 Georgsmarienhütte, Museum Villa Stahmer
- 2022 Algier, Musée National des Beaux-Arts d´Alger: „Algerien im Blick internationaler Maler“[22]
- 2024 Gemäldegalerie Dachau (31. Oktober 2024 bis 27. April 2025): In der Welt unterwegs: Die Künstlerkolonie Solingen[23]
- 2025 Kunstverein Coburg (25. Januar bis 11. Mai 2025): Bettina Heinen-Ayech von Solingen in den Orient[24]
- 2025 Georgsmarienhütte, Museum Villa Stahmer (18. Mai bis 29. Juni), zusammen mit Erwin Bowien und Amud Uwe Millies[25]
- 2025 Städtische Galerie Schwalenberg (6. Juli bis 7. September): Zwischen den Welten – Bettina Heinen-Ayech[26]

## Museen, Archive, Öffentliche Sammlungen
Gemälde und Dokumente der Künstlerin Bettina Heinen-Ayech werden in mehreren Museen, Archiven und öffentlichen Sammlungen in verschiedenen europäischen und nordafrikanischen Staaten aufbewahrt. In Algerien befindet sich eine große Sammlung von Gemälden der Künstlerin Bettina Heinen-Ayech im Nationalmuseum der schönen Künste in Algier (Musée National des Beaux Arts d´Alger), sowie in der Städtischen Kunstsammlung der Hauptstadt Algier in der „Galerie Samson“ und in der Sammlung des Präsidialamtes in Algier. In Norwegen ist Bettina Heinen-Ayech in der Kunstsammlung der Gemeinde Alstahaug vertreten. In Deutschland befinden sind Gemälde der Künstlerin in der Kunstsammlung des Landes Nordrhein-Westfalen in Düsseldorf, im Kunstmuseum Solingen und im Nordfriesland Museum. In der Schweiz werden weitere Archivalien zur Künstlerin im Archiv des Instituts für Kunstwissenschaft zur historischen und Zeitgenössischen Kunst (SIK-ISEA) in der Schweiz in Zürich aufbewahrt.

## Künstlerkolonie „Schwarzes Haus“

Logo der Künstlerkolonie

2020 wurde an dem Elternhaus, dem sogenannten „Schwarzen Haus“, eine Gedenktafel für sie und ihre Freunde aus einer Künstlerkolonie, angebracht. Im Januar 2022 wurde die gemeinnützige Bettina Heinen-Ayech Foundation, Stiftung für Kunst, Kultur und internationalen Dialog gegründet. Die Stiftung pflegt das Vermächtnis der Künstlerin.
Seit dem Tode von Bettina Heinen-Ayech engagiert sich ihr Sohn, der Münchener Arzt Haroun Ayech, für das Gedenken an sie und ihre Künstlerkollegen. Die Künstlerin selbst lebte bis an ihr Lebensende im sogenannten „Schwarzen Haus“, dem ehemaligen Steigerhaus des Höhscheider Bleibergwerks, das Heinens Vater 1932 erworben hatte. Nach dem Zweiten Weltkrieg bezog Erwin Bowien das Nebenhaus, das „Rote Haus“. Ayech gründete die gemeinnützige Stiftung „Bettina Heinen–Ayech Foundation - Stiftung für Kunst, Kultur und internationalen Dialog“. Die Stiftung wiederum initiierte das Projekt der Solinger Künstlerkolonie „Schwarzes Haus“.
Im Februar 2023 wurde die Künstlerkolonie „Schwarzes Haus“ in die „European Federation of Artists´ Colonies“  aufgenommen und wenig später in die Kulturroute „Impressionisms Routes“ des Europarats.

## Ehrungen
- 1976 Bettina Heinen-Ayech erhält den Grand Prix de la ville d’Alger
- 1993 Kulturpreis der Bürgerstiftung Baden, Solingen
- 1998 Die Stadt Constantine in Algerien ehrt die Kunstmalerin durch einen Prix d’honneur
- 2003 Algerischer Staatspreis, übergeben von der Kulturministerin Frau Khalida Toumi als Ehrung für das gesamte künstlerische Schaffen
- 2006 Offizielle Ehrung durch das algerische Kulturministerium
- 2024 Aufnahme in das Projekt FrauenOrte NRW[34][35]

## Publikationen
- (als Herausgeberin) Hanns Heinen: Aus der Fülle des Lebens. Gedichte. U-Form, Solingen.
- (als Herausgeberin) Erwin Bowien: Das schöne Spiel zwischen Geist und Welt – Mein Malerleben. ISBN 3-88234-101-7.
- (als Herausgeberin) Erwin Bowien. Werkverzeichnis – Catalogue Raisonné – Werkoverzicht. U-Form, Solingen 1999, ISBN 3-88234-103-3.

## Filme
- 1992: Bettina Heinen-Ayech, Lettre à Erwin Bowien, Künstler-Portrait (Hassan Bouabdellah, Visualis Production, Algier 1992. Deutsche Fassung: Bettina Heinen-Ayech, Brief an Erwin Bowien. Visualis Production in Zusammenarbeit mit Avalon Film+TV-Produktion, Solingen 1992)
- 2002: Bettina Heinen-Ayech, Hymne à la nature (Boualem Aissaoui, CYM Audiovisuel, Algier)
- 2010: Die Kunst der Erinnerung (Reportage über den ersten Besuch von Bettina Heinen-Ayech im Kreuzthal seit Kriegsende im BR Format „Zwischen Spessart und Karwendel“)
- 2015: Fluchtpunkt im Allgäu – Die Kunst der Erinnerung: Erwin Bowien im Kreuzthal (Regie: Georg Bayerle und Rudi Holzberger. Bayerle-Kümpfel-Holzberger Foundation)
- 2017: Bettina Heinen-Ayech – Solinger Malerin in Algerien (Beitrag zum 80. Geburtstag der Künstlerin im Format „Lokalzeit Bergisches Land“ des WDR)